# Партизански отряд „Колю Шишманов“
Партизански отряд „Колю Шишманов“ действа в района на Смолян по време на Партизанското движение в България (1941-1944).
Първите партизани в Смолянско са от групата на петте парашутисти с командир Продан Табаков. Спуснати са на 22 септември 1941 г. при с. Долно Ботево. Трима от тях с командир Метакса Гугински са обградени при с. Бостина от полицейско подразделение и загиват. 
На 19 юни 1944 г. на „Черни връх“ край Смолян е формиран партизански отряд. Наименуван е на родопския герой Колю Шишманов. Командир на отряда е д-р Братан Шукеров, политкомисар Никола Палагачев и Кирил Василев. Влиза в състава на Втора родопска бригада „Васил Коларов“.
Заедно с командира на Втора Пловдивска въстаническа оперативна зона Иван Радев преминава в Беломорска Тракия. Свързва се с английска военна мисия при ЕЛАС и получава спуснато с парашути оръжие. Участва в бойни акции на гръцките партизани. В края на август се завръща в България.
На 9 септември 1944 г. установява властта на ОФ в с. Арда, с. Левочево, с. Соколовци, гр. Смолян и др..